# Ракош (округ Кошиці-околиця)
Ракош (словац. Rákoš) — село в окрузі Кошиці-околиця Кошицького краю Словаччини. Площа села 10,56 км². Станом на 31 грудня 2016 року в селі проживало 345 жителів.

## Історія
Перші згадки про село датуються 1387 роком.

## Географія
Протікають Брадлянський потік і Грабовець.

## Населення
| Рік:            | 1994. | 2004.    | 2014.   | 2024.   |
| --------------- | ----- | -------- | ------- | ------- |
| Кількість осіб: | 305   | 349      | 343     | 375     |
| Різниця:        |       | +14,42 % | -1,71 % | +9,32 % |

| Рік:            | 2023. | 2024.   |
| --------------- | ----- | ------- |
| Кількість осіб: | 363   | 375     |
| Різниця:        |       | +3,30 % |